# Marquesat de Ciria
El Marquesat de Ciria, és un títol nobiliari espanyol, concedit el 18 de setembre de 1777 pel rei Carles III a favor de José Pedro de Luna y Gorráiz Beaumont de Navarra. Abans fou Senyoriu de Ciria, donat en dot a la seva neboda, pel conestable Álvaro de Luna, privat de Joan II de Castella, en casar-se amb Carlos de Arellano, Mariscal de Castella. La seva denominació fa referència al municipi de Ciria, província de Sòria.
El títol va ser rehabilitat en 1925 per Luis de Marichalar y Monreal, que va passar a ser el sisè Marquès de Ciria, qui ja era vuitè vescomte d'Eza (per rehabilitació al seu favor d'aquest títol en 1900). El títol és actualment ostentat, des de 1970, per Luis Ignacio de Marichalar y Silva, VIII Marquès de Ciria. (Reial Carta de Successió expedida el 19 d'abril de 1970; Guia oficial de Grandeses i Títols del Regne), X vescomte d'Eza.

## Marqueses de Ciria
|                                | Titular                                               | Període                |
| Creació per Carles III         | Creació per Carles III                                | Creació per Carles III |
| ------------------------------ | ----------------------------------------------------- | ---------------------- |
| I                              | José Pedro de Luna y Gorráiz Beaumont de Navarra      | 1777-                  |
| II                             | Francisco de Paula Gorráiz y Luna                     |                        |
| III                            | Andrés Hurtado de Mendoza y Gorráiz                   |                        |
| "IV"                           | "Josefa Hurtado de Mendoza y Caballero de los Olivos" |                        |
| V                              | Ángela Suárez de Perdo y Hurtado de Mendoza           |                        |
| "VI"                           | "Andrés Davis y Hurtado de Mendoza"                   |                        |
| " VII "                        | José Pérez y Hurtado de Mendoza".                     |                        |
| Rehabilitación por Alfons XIII |                                                       |                        |
| VIII                           | Luis de Marichalar y Monreal                          | 1925-1945              |
| IX                             | Francisco Javier de Marichalar y Bruguera             | 1945-1968              |
| X                              | Luis Ignacio de Marichalar y Silva                    | 1970-actual titular    |

## Història dels marquesos de Ciria
- José Pedro de Luna y Gorráiz Beaumont de Navarra, I marquès de Ciria.

1. Casat amb María Manuela de Medina y Torres.

- Francisco de Paula Gorráiz y Luna, II marquès de Ciria.

1. Casat amb Dolores Caballero de los Olivos.

- Andrés Hurtado de Mendoza y Gorráiz, III marquès de Ciria, VIII comte del Valle de Orizaba.

1. Casat amb Manuela Moreno, sense successió.

- Josefa Suárez de Perdo Hurtado de Mendoza y Caballero de los Olivos, " IV marquesa de Ciria".

1. Casada amb Sir John Davis Bradburn.

- Ángela Suárez de Perdo y Hurtado de Mendoza, V marquesa de Ciria.

- Andrés Davis y Hurtado de Mendoza, " VI marquès de Ciria".

- José Pérez y Hurtado de Mendoza, " VII marquès de Ciria".

Rehabilitat en 1925, per:
- Luis de Marichalar y Monreal (1873-1945), qui passà a ser el VIII marquès de Ciria, VII marquès de Zafra, així com el VIII vescomte d'Eza (per rehabilitació al se favor en 1900).

1. Casat amb María de la Encarnación Bruguera y Molinuevo. El succeí el seu fill:

- Francisco Javier de Marichalar y Bruguera (1903-1968), IX marquès de Ciria, IX vescomte d'Eza.

1. Casat amb Isabel de Silva y Azlor de Aragón. El succeí el seu fill:

- Luis Ignacio de Marichalar y Silva (1946-.), X marquès de Ciria, X vescomte d'Eza.

1. Casat amb Nadine Marie Béatrix Vigier de Bailliencourt dit Courcol.